# Al Dhibain Prior
Al Dhibain Prior (η Draconis / η Dra) è la seconda stella più luminosa della costellazione del Dragone. La sua magnitudine apparente è +2,74 e dista 92 anni luce dal sistema solare.
Il nome deriva dall'arabo al-Dhibain الذئبين che significa "due lupi". La stella ζ Draconis, visivamente vicina ma senza rapporti reali con Al Dhibain Prior, ha un nome molto simile, Aldhibah.

## Osservazione
La sua posizione è fortemente boreale e ciò comporta che la stella sia osservabile prevalentemente dall'emisfero nord, dove si presenta circumpolare anche da gran parte delle regioni temperate; dall'emisfero sud la sua visibilità è invece limitata alle regioni temperate inferiori e alla fascia tropicale.
La sua magnitudine pari a +2,74 le consente di essere scorta con facilità anche dalle aree urbane di moderate dimensioni.

## Caratteristiche fisiche
Eta Draconis è una gigante gialla di classe spettrale G8IIIb; ha una massa 2,6 volte quella del Sole, una temperatura superficiale di poco superiore ai 5000 K ed è 60 volte più luminosa della nostra stella. Come altre stelle Eta Draconis è una debole sorgente di raggi X e pare essere variabile, e come tale ha ricevuto la designazione provvisoria NSV 7713.
Al Dhibain ha una compagna di debole magnitudine 8,8 a 53 secondi d'arco. Si tratta di una nana arancione di classe K1V separata da almeno 140 UA dalla componente principale, con un periodo orbitale di almeno 1000 anni.